# Metacheiromys
Metacheiromys is een geslacht van uitgestorven zoogdieren, dat leefde in het Midden-Eoceen. Er zijn in dit geslacht twee soorten benoemd, de typesoort Metacheiromys marshi en Metacheiromys dasypus. Metacheiromys behoorde tot de Palaeanodonta, een groep schubdierachtigen.

## Beschrijving
De beide soorten hadden korte poten, scherpe klauwen, en een lange, sterke staart. Daarmee vertoonden ze gelijkenis met een mangoest. De lange, smalle kop had echter meer weg van die van een gordeldier. De klauwen van de voorpoten waren veel langer dan die van de achterpoten. Metacheiromys had grote hoektanden maar de overige tanden waren vervormd tot verhoornde kussens. De dieren konden tot vijfenveertig centimeter lang worden.

## Leefwijze
De Metacheiromys-soorten leefden in de dichte, subtropische bossen van westelijk Noord-Amerika. De lange klauwen werden vermoedelijk gebruikt voor het opgraven van prooien, zoals mieren en kevers. De functie van de grote hoektanden is vooralsnog onbekend maar de kussenvormige overige tanden werden waarschijnlijk gebruikt voor het vermalen van de prooien.

## Vondsten
Fossielen werden gevonden in Wyoming en Colorado.